# 2022年6月阿富汗地震
2022年6月阿富汗地震是指阿富汗时间2022年6月22日1点24分36秒（世界协调时20点54分36秒）在阿富汗东部发生的MW 6.2地震，受影响地区主要包括阿富汗帕克蒂卡省和霍斯特省及巴基斯坦的开伯尔-普什图省。至少119万人受影响，波及范围包括巴基斯坦旁遮普省、印度和伊朗。据美国地质调查局测定，此次地震达<span title="来自实体波的矩震级Mwb" class="rt-commentedText" style="display: inline-block; ">{{{2}}} 5.9，震源深度10（6.2英里）。麥加利地震烈度表最大烈度達 IX 度（剧烈）。
地震造成阿富汗东部及巴基斯坦西部至少1193人死亡，2000多人受伤，是2022年伤亡最严重的地震，也是1998年5月阿富汗地震以来死伤最严重的地震。至少1万座房屋严重受伤或完全摧毁。尽管此次地震的震级较弱，但由于为震源较浅，且位于容易发生山体滑坡的人口稠密地区，再加上当地房屋主要由木头和泥土制成，质量低，抗震能力弱，地震的破坏性非常强。
帕克蒂卡省的加延县和巴马尔县是此次地震的重灾区，至少各有238人和500人死亡。在加延县，大约有1800座房屋倒塌，占全县总数70%。三天后，当地发生了4.3级余震，造成5人死亡、11人受伤。

## 地震情况

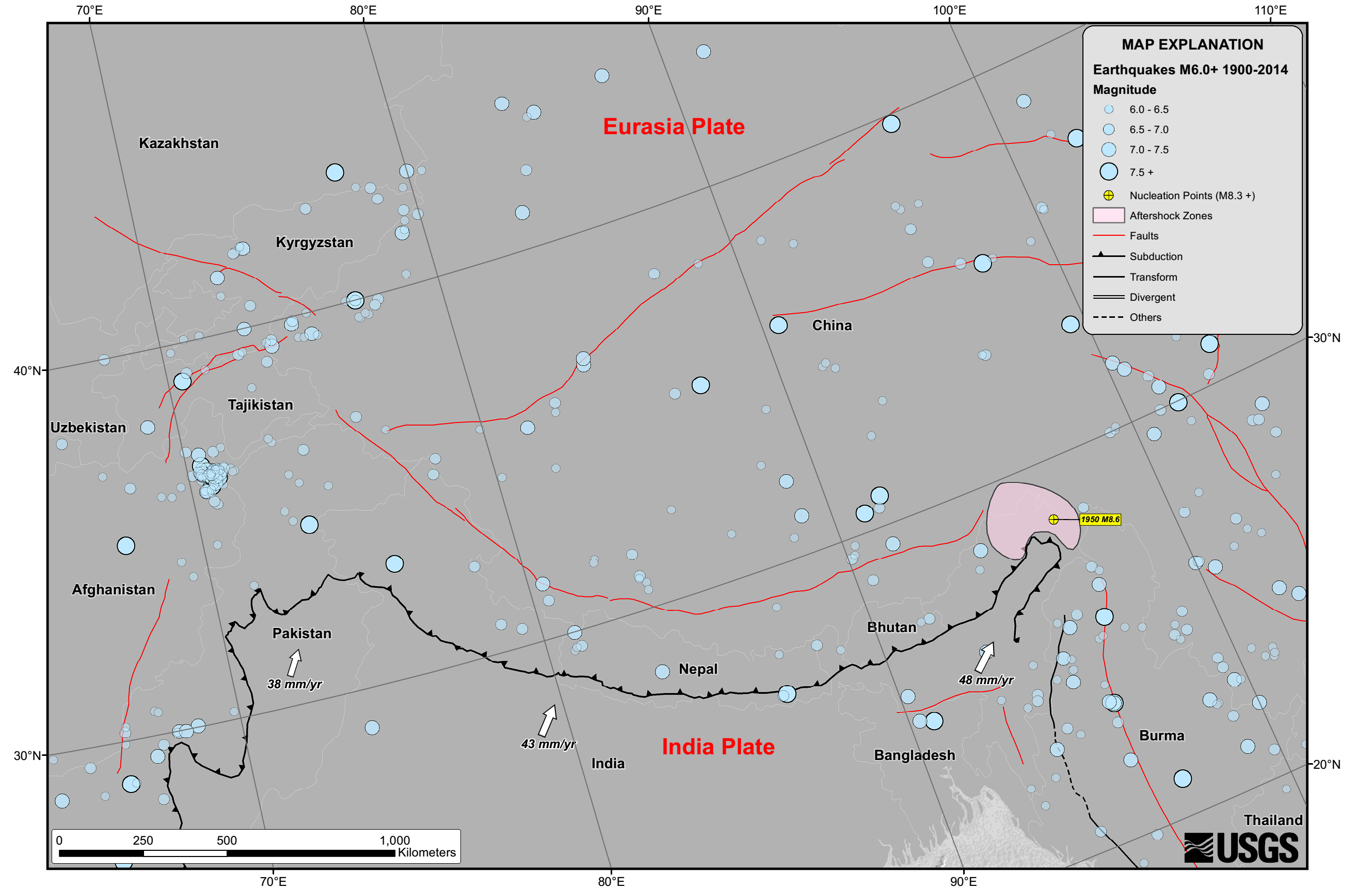
图为南亚地区构造板块边界图，阿富汗位于左侧。

过去10年间，阿富汗有7000多人在地震中遇难，平均每年有560人遇难。2015年興都庫什山脈地震造成阿富汗北部及邻国巴基斯坦200多人死亡。2008年巴基斯坦地震造成巴基斯坦南部166人死亡，多座房屋被地震诱发的山崩摧毁。而在此之前的2002年兴都库什山脉地震和1998年5月阿富汗地震也分别造成1000多人和大约4700人死亡。

### 构造环境
阿富汗大部分地区坐落在欧亚大陆板块广阔的板内变形区。在阿拉伯板块东部隐没带及印度板块东部斜插俯冲作用的影响下，阿富汗地震活动频繁。印度板块和大陆会聚边界的俯冲率约为每年39毫米，甚至更高。而板块相互作用产生的挤压作用造成浅层地壳内的地震活动极为频繁。在板块俯冲的影响下，地震活动在阿富汗地底下300 km（190 mi）深处也可以侦测到。而这些发生在興都庫什山脈下方的地震是板块适应俯冲地壳分解运用造成的。在浅层地壳的范围内，查普曼断层所代表的大型轉形斷層与大型浅层地震密切相关，而大型浅层地震促成了欧亚板块和印度板块之间的挤压边界，这些边界由地震活动活跃的逆斷層和走滑断层形成，两者自形成之初就适应了喜马拉雅造山带的地壳变形。而蘇萊曼山脈下方也有地震活动纪录。这些地震由于其丰富性和高变形率而倾向于展示走滑断层。

### 特征
地震是浅层走滑断层的结果。美国地质调查局最初录得的震级达6.1级，震源深度51 km（32 mi），后下修至5.9级或6.0级，深度10 km（6.2 mi）。地震释放的能源约等于47.5万吨TNT，是日本广岛市原子弹的37倍。美国地质勘探局表示地震发生在向东北朝向的左侧断层或西北朝向的右侧断层上。GEOSCOPE天文台报告6.2级，震源深度6 km（3.7 mi），成因可能有两种，一种是南-西南-北-东北走向、70°西-西北倾的左旋断层，一种是西-西北-东-东南走向、近垂直的右侧断层上。欧洲-地中海地震中心报告5.9级。与此同时，全局形心矩张量（Global Centroid Moment Tensor）录得6.2级，深度15.1 km（9.4 mi）。一分钟后，主震震中发生4.5级餘震，深度6 km（3.7 mi）。6月24日，在发生4.3级余震。

### 烈度
霍斯特省苏培拉录得最大烈度IX（剧烈）。沙马尔县出现剧烈摇晃，阿富汗首都喀布尔、巴基斯坦伊斯兰堡、拉合尔和白沙瓦出现轻微摇晃。伊朗及印度部分地区也有感。

## 影响

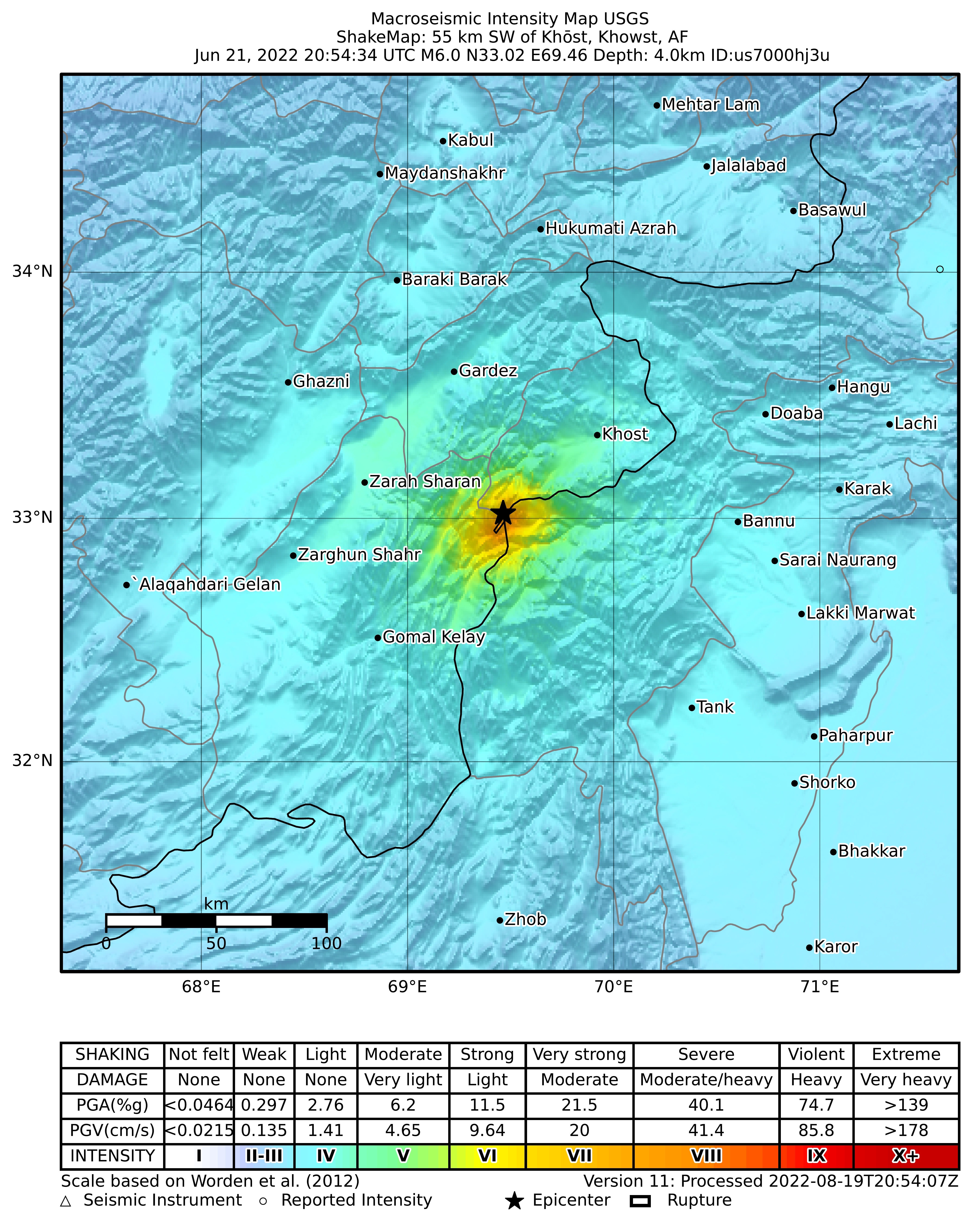
美国地质调查局发布的地震烈度图

### 阿富汗
地震至少造成1150人死亡，包括155名儿童，另有3000人受伤。联合国报告1039人死亡、2949人受伤。此次地震是1998年5月阿富汗地震以来死伤最严重的地震。共有1万所房屋被部分或完全摧毁。由于建筑材料和建筑方式不佳，死伤特别高。美国地质调查局地震学家表示此次地震的破坏力之所以这么强，是因为地震中心点位于浅层，震央人口稠密，存在山崩风险地区的建筑无法承受地面摇晃。此外，地震前数周降下的大雨削弱了房屋的结构完整性。一家慈善机构的负责人预计死亡人数可能会进一步上升，考虑到地震发生在晚上，人们大多在家里睡觉，部分偏远地区缺乏医疗设施。实际上，平均每户20人的人数也促成死亡人数增加。
超过25座村庄几近完全摧毁， 学校、医院、住宅和清真寺倒塌。1000多名死者中，至少381人来自帕克蒂亚省。尚不清楚这些数据是否得到政府确认，未有记录的死者会不会更多。在沙兰，一个22口之家被倒塌的房屋压死，另有一个家庭有17人死亡。该省最大城镇乌尔贡有40多具遗体被检获。在加延县，大约1800间房屋被摧毁，占全县70%，238人遇害，393人受伤。在巴马尔县，至少500人遇难，1000人受伤。在霍斯特省，至少500间民房被夷为平地。受灾最严重的小村庄的加扬，可容纳五名患者的当地诊所遭到严重破坏。大楼收治的500名患者中，有200人死亡。靠近震央的霍斯特斯佩拉县有40名居民遇难，95人受伤，共计500座房屋被摧毁，多为木头和泥土建造。在暴雨及地震的双重作用下，山体滑坡造成整个村镇被夷为平地。
巴赫塔尔通讯社（Bakhtar News Agency）最初报告280人死亡，100人在帕克蒂亚省、5人在楠格哈尔省、25人在霍斯特省，另有600人受伤。在许多情况下，死者遗体被放在街上过夜。后来塔利班官员敦促救援部门前往当地，防止后续灾难发生。受影响省份有多座公寓楼被摧毁。巴赫塔尔通讯社总干事后来在推特上表示帕克蒂亚省有90多座房屋被毁。霍斯特省有房屋被山体滑坡掩埋。

### 巴基斯坦
地震也给巴基斯坦造成人员及财产损失。《黎明报》表示有30名部落成员遇害。北瓦济里斯坦特区一座村子被山体滑坡掩埋，10人死亡、25人受伤，600人受灾。北瓦济里斯坦特区和南瓦济里斯坦特区潜在患者预留了便利设施。在开伯尔-普什图省拉基马尔瓦，一名男子被倒塌的屋顶压死。地震和大雨的综合影响导致另一人死亡、另一次屋顶倒塌。在北瓦济里斯坦特区达克赫尔，一个检查站倒塌，1人死亡、2人受伤，部分土坯房受损。伊斯兰堡和白沙瓦有感，有居民恐慌。旁遮普省也有感。

## 后续
失去房屋的幸存者在户外睡觉，尽管生活条件不可预测。也有人道亲戚家或社区投宿。国际关怀组织表示受害者大多出现头部外伤、骨折，伤口有多处，部分孕妇有流产的风险。伤者被转移至医院。
由于援助分配受阻，流离失所的幸存者没有住所、食物和水。部分村庄运用万人坑安葬死者。帕克蒂卡省的一位部落酋长表示许多幸存者及救援人员赶往灾区救灾。灾区商户暂停营业，加入救援队伍。部分幸存者被困于倒塌的瓦砾。由于缺乏工具，部分地区的尸体掩埋工作面临困难。据救助儿童会透露，约11.8万名儿童受影响。
有直升机负责运送灾区居民、医疗装备及食物。有幸存者被人徒手从瓦砾中救出。缺乏资源的医院拒收病人。与此同时，仍有许多居民埋在瓦砾下，多名受伤村民被空运。医疗人员表示当地缺乏镇痛药和抗生素。道路严重受损，运输时间延长，多名伤者在送往医院途中死亡。
受灾地区的许多医院超负荷运转的同时，首都喀布尔医院的患者流入量很低。由于灾区距离喀布尔177 km（110 mi），部分道路严重受损，许多人无法被转移至喀布尔。首都许多医院有能力处理大量病人。在达乌德汗军事医院，只有5名病人乘直升机抵达，瓦齐尔·阿克巴尔·汗医院（Wazir Akbar Khan Hospital）未接受病人。在帕克蒂卡省首府沙兰，75人接受治疗。部分病人出现其他病症。
三天后，帕克蒂卡省加延县发生4.3级余震，5人死亡、11人受伤。受援助流入和分配影响，许多幸存者没有足够的食物和住所。部分村庄没有收到物资。
6月25日，巴基斯坦卫生部宣布北瓦济里斯坦特区、南瓦济里斯坦特区、德拉伊斯梅尔汗县和本努县进入紧急状态。开伯尔-普赫图赫瓦省省长表示医护人员取消休假，医治阿富汗来的重伤者。来自巴基斯坦的卡车进入阿富汗，运输医疗物资及药品。救援1122（Rescue 1122）的70名医护人员进行手术和重症监护程序。霍斯特机场为轻伤者搭建医疗营地，多处受伤的病人则被送往瓦济里斯坦特区。至少14名来自阿富汗的伤者被送到巴基斯坦治疗，同时巴基斯坦至少派出60名医生协助治疗伤者。在开伯尔-普赫图赫瓦省读书的阿富汗医学家表示愿意参与救治。
时隔近一个月后的7月18日，帕克蒂卡省再发生5.1级余震，造成10人受伤，多座已损房屋再受损。阿富汗灾害管理部发言人认为预计伤亡情况会比上次少，考虑到地震发生在大白天。

## 当地反应
阿富汗政府发起救援行为，防止进一步人员伤亡。阿富汗国防部派出直升机运输救援队员。官员表示死亡人数会随着救援行动的进行而增加。
阿富汗伊斯兰酋长国元首海巴图拉·阿洪扎达表示已指导阿富汗国家灾难管理局和各省省长“从速赶往受灾地区”，请求国际组织提供人道主义援助。代总理穆罕默德·哈桑·阿洪德宣布向受灾居民提供10亿阿富汗尼（约合1130万美元）援助，要求各部门运送救援物资。阿富汗红新月会为受灾居民购置了毛毯、帐篷和厨具。意大利医疗组织紧急救援提供七辆救护车和救援人员。聯合國人道事務協調廳在快报中表示130多名伤者被送往4家医院。阿富汗国防部表示5架直升机参与了帕克蒂卡省的救援行动。一支医疗队也被派往加延县。联合国儿童基金会向帕克蒂卡省的加延县、巴马尔县和霍斯特省苏培拉派出医疗专家和营养专家。国际关怀组织建立了流动医疗站和一支由医疗专业人员组成的急救队。由于没有像样的道路、天气恶劣，向灾区运送援助物资的行动被阻断。部分道路因地震和山体滑坡受损。由于网络接收不良，政府在发布有关情况的最新信息方面也面临困难。
巴基斯坦米兰沙军方消息人士计划跨越边境运送伤者，方便进行医疗程序。在巴基斯坦遇难的30位游牧者将被送回阿富汗，他们于2014年的军事行动期间逃到阿富汗。塔利班表示截至6月22日夜间，搜救行动共完成90%。经过40个小时的行动，救援活动于6月23日宣告结束。英国广播公司表示塔利班政府在震后第二天未举行新闻发布会。塔利班发言人表示帕克蒂卡省废墟无新遗体发现。阿富汗国家灾难管理局发言人表示缺乏医疗物资。

## 国际反应
早在塔利班接管权力前，阿富汗的灾害应急服务一直存在问题。《华盛顿邮报》表示部分国际救援组织在上届政府倒台前离开阿富汗，导致救援行动进展缓慢。同期发生的洪灾和金融危机也带来了挑战。多个国家在塔利班上台后实施制裁，银行业遭到特别针对，国际援助无法进入，除了联合国的人道主义援助维持。阿富汗问题欧盟特别代表表示欧盟正密切关注情况，准备好提供援助。6月23日，欧盟宣布向阿富汗政府发放100亿欧元人道主义援助，以解决急需。联合国表示会向阿富汗当地运作中的人道主义提供资助。
伊朗红新月会呼吁援助机构向受害者提供物资，避免发生“人道主义灾难”。该组织已准备向灾民提供医疗协助。巴基斯坦总理夏巴茲·謝里夫于6月22日晚安排卡车司机越过边境将药品、避难所、毯子及其他救灾物资送往阿富汗。从6月23日开始，巴基斯坦派出13辆卡车运送帐篷、防水油布、毯子、药品等救灾物资。自由克什米尔首相萨达尔·坦维尔·伊利亚斯宣布提供1亿卢比援助。在巴阿合作论坛（Pak-Afghan Cooperation Forum）的安排下，两辆运送口粮的卡车从古拉姆汗进入阿富汗。土耳其红新月会向500户家庭发放食品包，同时与中华民国外交部一道“及时救助灾民，弘扬人道主义关怀精神”。组织表示将会协助重建房屋和教育设施。
聯合國人道事務協調廳在推特表示会在“今天晚些时候以快讯形式介绍更多有关局势及应对方式的详细信息”。负责阿富汗问题的秘书长副特别代表表示正在评估受影响者的需求。联合国表示正分发创伤护理、庇护所、非食品必需品、食品、水、卫生用品等急需物品。不过，一名联合国官员表示组织没有能力开展搜救行动。联合国正式请求土耳其驻阿富汗大使馆协助进行任务。相关应急措施的成本预计在1500万美元。联合国表示会防止当地出现霍乱疫情。
中华人民共和国外交部向遇难者表达哀悼，表示已准备好想阿富汗提供紧急援助。据中国驻阿富汗大使王愚介绍，中国捐赠的物资将通过七架航班分批运抵。
印度外交部表示会和阿富汗人民站在一起，“坚定地提供即时救援援助”。印度方面安排两架航班运送27吨的紧急援助物资，包括帐篷、睡袋和毛毯。在联合国安全理事会的简报会上，印度表达了哀悼之情，承诺会提供援助，但也警告挪用资金及滥用制裁豁免的行为可能会出现。印度派出的技术团队抵达喀布尔，协助分发人道主义救援物资。
教宗方濟各向受害者祈祷，呼吁各方提供援助。
美国国家安全顾问杰克·苏利文承诺向阿富汗人民提供援助，总统乔·拜登指派美国国际开发署及其他联邦部门评估应对措施。美国国务院发言人内德·普莱斯表示美国对讨论持开放态度，但尚未收到塔利班的求助。国务院国务卿布林肯则称已经联系当地与华府合作民间团体提供协助。到6月28日，美国国际开发署表示会提供5500万美元的人道主义紧急救援物资，用于解决幸存者面临的紧迫问题。相关援助旨在解决灾民基本需求，缓解恶劣卫生条件导致的疾病传播。而自2021年8月以来，美国向阿富汗提供的人道主义援助总额超过7.74亿美元。6月29日，美国政府官员与塔利班在卡塔尔多哈举行会谈，讨论人道主义和经济危机议题，包括解冻阿富汗外国资产的事宜，阿富汗外交部长阿米爾·汗·穆塔基与其他官员、美国特别代表托马斯·韦斯特（Thomas West）和美国财政部官员出席。
日本外务副大臣木原诚二表示政府计划协调救援行动。日本政府承诺提供300万美元的紧急援助，并向灾区调拨救灾物资，同时提供1400万美元农业援助金。韓國外交部提供价值100万美元的人道主义援助物资。新加坡紅十字會呼吁各方筹集50万美元的资金，得到新加坡外交部响应。中华民国外交部表示会捐赠100万美元供灾民重建房屋，但不会派救援人员参与救援和恢复工作。
旅居澳大利亚的阿富汗侨民在社交媒体呼吁捐款，几个小时内募集到5万澳元善款。阿富汗驻澳大利亚大使瓦希杜拉·威西认为澳大利亚“应该慷慨解囊”。澳大利亚政府表示承诺捐款500万澳元。外交部长黄英贤表示500万属于2021年9月起政府承诺向阿富汗提供的1.4亿澳元。
伊朗派出的两架搭载食物、帐篷及毛毯的飞机抵达霍斯特国际机场。第三批人道主义援助物资次日乘飞机抵达喀布尔。土耳其非政府组织IHH向帕克蒂卡省的1560名幸存者分发食物、毛毯及帐篷。馬爾特瑟國際提供10万欧元救援物资。
6月23日，联合国安全理事会召开会议，援助主任马丁·格里菲斯表示塔利班阻碍援助物资运输。联合国表示，由于阿富汗银行系统采取去风险措施，数百万美元的援助资金无法转账。为应对当地衰退的经济及避开塔利班领导人，他们将美元转换成当地货币。阿拉伯联合酋长国总统穆罕默德·本·扎耶德·阿勒納哈揚提供30吨救援物资。7月3日，阿联酋再提供16吨医疗设备，三架载有1000 立方米（35,000 立方英尺）野战医院、75张病床及两个手术室的飞机抵达霍斯特。
联合国难民署向灾民提供帐篷、床单和毯子。世界糧食計劃署向大约1.4万人提供食物。基督教援助向灾民启动耗资10万欧元的救援计划。该组织表示会有500到700个家庭收到价值100美元的物资。联合国表示中央应急基金已经向灾民调拨1000万美元的资金。
中华人民共和国外交部表示会向灾民提供750万美元的人道主义援助物资。与此同时，英国政府承诺提供250万英镑的救援物资。土库曼斯坦提供20吨食物和药品。乌兹别克斯坦提供74吨物资。巴基斯坦的AC-130空中砲艇和卡塔尔的飞机抵达霍斯特机场运送额外物资。从乌代德空军基地起飞的卡塔尔飞机携带了13吨物资。IsraAid表示会提供重要的医疗物资。匈牙利政府和匈牙利普世慈善机构（Hungarian Ecumenical Charity）提供价值10万欧元的物资。
塔利班一再呼吁美国解冻其境外资产，接触金融制裁，方便重建进程展开。早在2022年2月，美国总统拜登签署行政命令，解冻阿富汗在美70亿资产的一半，用于阿富汗人民的福祉。
6月27日，援助组织表示救援人员已覆盖所有受灾地区。阿富汗红新月会副主席努尔丁·图拉比（Nooruddin Turabi）表示现有物资已经满足灾民需求。行动重点已转移到长期救灾，其中最急切的需求是向灾民提供购买基本物资所需的现金。世界卫生组织表示创伤团队已抵达帕克蒂卡省，计划向灾民提供心理咨询。联合国紧急呼吁各方向36万名灾民提供1.103亿美元援助，其中超过一半资金用于向流离失所的幸存者提供紧急避难所和非食品必需品，另外还有价值3500万美元的饮食和医疗必需品。而在6月28日，世卫组织再从迪拜的物资中心调拨25吨医疗物品，供40万名灾民使用，当时灾区已经出现疑似急性水样腹泻病例，至少2750个。与此同时，世卫组织也派人支援帕克蒂卡省、霍斯特省、帕克蒂亚省和加兹尼省医院的工作。联合国难民署表示已向灾民分发帐篷、床单和毛毯。